# Grup Coxeter
În matematică, un grup Coxeter, numit după H.S.M. Coxeter, este un grup abstract care admite o  descriere formală în funcție de reflexii (sau oglindiri). Grupurile Coxeter finite sunt chiar grupurile de reflexie euclidiene finite. Un exemplu este grupul de simetrie al poliedrelor regulate. Totuși, nu toate grupurile Coxeter sunt finite și nu toate pot fi descrise în funcție de simetrii și reflexii euclidiene. Grupurile Coxeter au fost introduse în 1934 ca abstracții ale grupurilor de reflexie,(Coxeter 1934) iar grupurile Coxeter finite au fost clasificate în 1935(Coxeter 1935).
Grupurile Coxeter au aplicații în multe domenii ale matematicii. Exemple de grupuri finite Coxeter sunt grupurile de simetrie ale politopurilor regulate și grupurile Weyl din algebrele Lie simple. Exemple de grupuri Coxeter infinite sunt grupurile triunghiului corespunzătoare teselărilor regulate ale planului euclidian și hiperbolic, și grupurile Weyl infinit-dimensionale ale algebrelor Kac–Moody.
Articolul se bazează în special pe două surse: (Humphreys 1992) și (Davis 2007).

## Definiție
În mod formal, un grup Coxeter poate fi definit ca un grup cu prezentarea:
{\displaystyle \left\langle r_{1},r_{2},\ldots ,r_{n}\mid (r_{i}r_{j})^{m_{ij}}=1\right\rangle }
unde {\displaystyle m_{ii}=1} și {\displaystyle m_{ij}\geq 2} pentru {\displaystyle i\neq j}.
Condiția {\displaystyle m_{ij}=\infty } însemnă că nu ar trebui impusă nicio relație de forma {\displaystyle (r_{i}r_{j})^{m}}.
Perechea {\displaystyle (W,S)} unde {\displaystyle W} este un grup Coxeter cu generatorii {\displaystyle S=\{r_{1},\dots ,r_{n}\}} este numită sistem Coxeter. De reținut că în general {\displaystyle S} nu este determinat unic de {\displaystyle W}. De exemplu, grupurile Coxeter de tip {\displaystyle B_{3}} și {\displaystyle A_{1}\times A_{3}} sunt izomorfe dar sistemele Coxeter nu sunt echivalente (v. mai jos).
Din definiția de mai sus se pot trage imediat o serie de concluzii.
- Relația {\displaystyle m_{ii}=1} înseamnă că {\displaystyle (r_{i}r_{i})^{1}=(r_{i})^{2}=1} pentru toți {\displaystyle i} ; adică generatorii sunt involuții.
- Dacă {\displaystyle m_{ij}=2}, atunci generatorii {\displaystyle r_{i}} și {\displaystyle r_{j}} sunt comutativi. Aceasta rezultă observând că

{\displaystyle xx=yy=1},
care, împreună cu
{\displaystyle xyxy=1}
implică
{\displaystyle xy=x(xyxy)y=(xx)yx(yy)=yx}.
Alternativ, deoarece generatorii sunt involuții, {\displaystyle r_{i}=r_{i}^{-1}}, prin urmare {\displaystyle (r_{i}r_{j})^{2}=r_{i}r_{j}r_{i}r_{j}=r_{i}r_{j}r_{i}^{-1}r_{j}^{-1}}, iar asta este același lucru cu a fi comutator.
- Pentru a evita redundanța dintre relații, este necesară presupunerea că {\displaystyle m_{ij}=m_{ji}}. Aceasta rezultă observând că

{\displaystyle yy=1},
care, împreună cu
{\displaystyle (xy)^{m}=1}
implică
{\displaystyle (yx)^{m}=(yx)^{m}yy=y(xy)^{m}y=yy=1}.
Alternativ, {\displaystyle (xy)^{k}} și {\displaystyle (yx)^{k}} sunt elemente conjugate, deoarece {\displaystyle y(xy)^{k}y^{-1}=(yx)^{k}yy^{-1}=(yx)^{k}}.

### Matricile Coxeter și Schläfli
O matrice Coxeter este o matrice simetrică {\displaystyle n\times n}, cu intrările {\displaystyle m_{ij}}. Orice matrice simetrică cu intrări diagonale exclusiv 1 și intrări nediagonale din mulțimea {\displaystyle \{2,3,\ldots \}\cup \{\infty \}} este o matrice Coxeter.
Matricea Coxeter poate fi codificată convenabil printr-o diagramă Coxeter, conform următoarelor reguli.
- Vârfurile, care formează nodurile grafului sunt etichetate cu indicii generatorului.
- Vârfurile {\displaystyle i} și {\displaystyle j} sunt adiacente dacă și numai dacă {\displaystyle m_{ij}\geq 3}.
- O latură (legătură) este etichetată cu valoarea {\displaystyle m_{ij}} ori de câte ori valoarea este {\displaystyle 4} sau mai mare.

În particular, doi generatori sunt comutativi dacă și numai dacă nu sunt conectați printr-o latură. Mai mult, dacă un graf Coxeter are două sau mai multe componente conectate, grupul asociat este produsul direct al grupurilor asociate componentelor individuale. Astfel, reuniunea disjunctă a grafurilor Coxeter produce un produs direct al grupurilor Coxeter.
Matricea Coxeter, {\displaystyle M_{ij}}, este legată de {\displaystyle n\times n} matricea Schläfli {\displaystyle C} cu intrări {\displaystyle C_{ij}=-2\cos(\pi /M_{ij})}, dar elementele sunt modificate, fiind proporționale cu produsul scalar al perechilor de generatori. Matricea Schläfli este utilă deoarece valorile proprii determină dacă grupul Coxeter este de tip finit (toate pozitive), tip afin (toate nenegative, cel puțin un zero) sau tip nedefinit (altfel). Tipul nedefinit este uneori subdivizat în continuare, de ex. în grupuri hiperbolice și alte grupuri Coxeter. Există mai multe definiții neechivalente pentru grupurile Coxeter hiperbolice.
| Grup Coxeter     | A1×A1                                                                         | A2                                                                                    | B2 | H2                                                                                            | G2 | {\displaystyle {\tilde {I}}_{1}}                                                          | A3 | B3 | D4 | {\displaystyle {\tilde {A}}_{3}} |
| ---------------- | ----------------------------------------------------------------------------- | ------------------------------------------------------------------------------------- | --- | --------------------------------------------------------------------------------------------- | --- | ----------------------------------------------------------------------------------------- | --- | --- | --- | --- |
| Diagramă Coxeter |                                                                               |                                                                                       | |                                                                                               | |                                                                                           | | | | |
| Matrice Coxeter  | {\displaystyle \left[{\begin{smallmatrix}1&2\\2&1\\\end{smallmatrix}}\right]} | {\displaystyle \left[{\begin{smallmatrix}1&3\\3&1\\\end{smallmatrix}}\right]}         | {\displaystyle \left[{\begin{smallmatrix}1&4\\4&1\\\end{smallmatrix}}\right]}                             | {\displaystyle \left[{\begin{smallmatrix}1&5\\5&1\\\end{smallmatrix}}\right]}                 | {\displaystyle \left[{\begin{smallmatrix}1&6\\6&1\\\end{smallmatrix}}\right]}                             | {\displaystyle \left[{\begin{smallmatrix}1&\infty \\\infty &1\\\end{smallmatrix}}\right]} | {\displaystyle \left[{\begin{smallmatrix}1&3&2\\3&1&3\\2&3&1\end{smallmatrix}}\right]}                         | {\displaystyle \left[{\begin{smallmatrix}1&4&2\\4&1&3\\2&3&1\end{smallmatrix}}\right]}                                                             | {\displaystyle \left[{\begin{smallmatrix}1&3&2&2\\3&1&3&3\\2&3&1&2\\2&3&2&1\end{smallmatrix}}\right]}                                               | {\displaystyle \left[{\begin{smallmatrix}1&3&2&3\\3&1&3&2\\2&3&1&3\\3&2&3&1\end{smallmatrix}}\right]}                                         |
| Matrice Schläfli | {\displaystyle \left[{\begin{smallmatrix}2&0\\0&2\end{smallmatrix}}\right]}   | {\displaystyle \left[{\begin{smallmatrix}\ \,2&-1\\-1&\ \,2\end{smallmatrix}}\right]} | {\displaystyle \left[{\begin{smallmatrix}\ \,2&-{\sqrt {2}}\\-{\sqrt {2}}&\ \,2\end{smallmatrix}}\right]} | {\displaystyle \left[{\begin{smallmatrix}\ \,2&-\phi \\-\phi &\ \,2\end{smallmatrix}}\right]} | {\displaystyle \left[{\begin{smallmatrix}\ \,2&-{\sqrt {3}}\\-{\sqrt {3}}&\ \,2\end{smallmatrix}}\right]} | {\displaystyle \left[{\begin{smallmatrix}\ \,2&-2\\-2&\ \,2\end{smallmatrix}}\right]}     | {\displaystyle \left[{\begin{smallmatrix}\ \,2&-1&\ \,0\\-1&\ \,2&-1\\\ \,0&-1&\ \,2\end{smallmatrix}}\right]} | {\displaystyle \left[{\begin{smallmatrix}\ \,\ \ 2&-{\sqrt {2}}&\ \,0\\-{\sqrt {2}}&\ \,\ \ 2&-1\\\ \,\ \ 0&\ \,-1&\ \,2\end{smallmatrix}}\right]} | {\displaystyle \left[{\begin{smallmatrix}\ \,2&-1&\ \,0&\ \,0\\-1&\ \,2&-1&-1\\\ \,0&-1&\ \,2&\ \,0\\\ \,0&-1&\ \,0&\ \,2\end{smallmatrix}}\right]} | {\displaystyle \left[{\begin{smallmatrix}\ \,2&-1&\ \,0&-1\\-1&\ \,2&-1&\ \,0\\\ \,0&-1&\ \,2&-1\\-1&\ \,0&-1&\ \,2\end{smallmatrix}}\right]} |

## Exemplu
Graful {\displaystyle A_{n}} în care nodurile de la 1 la n sunt plasate într-un rând, cu fiecare nod conectat printr-o muchie cu vecinii săi imediați dă naștere la grupul simetric Sn+1; generatorii corespund transpozițiilor (1 2), (2 3), ... , (n n+1). Două transpoziții neconsecutive comută întotdeauna, în timp ce (k k+1) (k+1 k+2) dă permutarea ciclică (k k+2 k+1). Desigur, acest lucru arată doar că Sn+1 este grupul factor din grupul Coxeter descris de graf, dar nu este prea dificil să se verifice dacă egalitatea este adevărată.

## Conexiunea cu grupurile de reflexie
Grupurile Coxeter sunt profund legate de grupurile de reflexie. Simplu spus, grupurile Coxeter sunt grupuri abstracte (date printr-o prezentare), în timp ce grupurile de reflexie sunt grupuri concrete (date ca subgrupuri ale grupurilor liniare sau diverse generalizări). Grupurile Coxeter au provenit din studiul grupurilor de reflexie — ele sunt o abstractizare: un grup de reflexie este un subgrup al unui grup liniar generat de reflexii (care are ordinul 2), în timp ce un grup Coxeter este un grup abstract generat de involuții (elemente de ordinul 2, abstracție din reflexii), și ale cărei relații au o anumită formă ({\displaystyle (r_{i}r_{j})^{k}}, corespunzând intersecțiilor hiperplanelor la un unghi de {\displaystyle \pi /k}, cu {\displaystyle r_{i}r_{j}} fiind de ordinul k, extras dintr-o rotație de {\displaystyle 2\pi /k}).
Grupul abstract al unui grup de reflexie este un grup Coxeter, în timp ce invers, un grup de reflexie poate fi văzut ca o reprezentare liniară a unui grup Coxeter. Pentru grupurile de reflexie finite, aceasta produce o corespondență exactă: fiecare grup finit Coxeter admite o reprezentare fidelă ca un grup de reflecție finit al unui spațiu euclidian. Însă pentru grupurile Coxeter infinite, un grup Coxeter poate să nu admită o reprezentare ca grup de reflecție.
Din punct de vedere istoric, (Coxeter 1934) a demonstrat că fiecare grup de reflexie este un grup Coxeter (adică, are o prezentare în care toate relațiile sunt de forma {\displaystyle r_{i}^{2}} sau {\displaystyle (r_{i}r_{j})^{k}}). Prin această lucrare a introdus noțiunea de grup Coxeter, în timp ce în (Coxeter 1935) a demonstrat că fiecare grup finit Coxeter are o reprezentare ca grup de reflexie și a clasificat grupurile finite Coxeter.

## Grupuri Coxeter finite

Grafuri Coxeter ale grupurilor Coxeter finite

### Clasificare
Grupurile Coxeter finite au fost clasificate în (Coxeter 1935) conform diagramelor Coxeter–Dynkin. Toate sunt reprezentate de grupurile de reflexie a spațiilor euclidiene finite dimensional.
Grupurile finite Coxeter constau din trei familii cu un singur parametru, de rang crescător {\displaystyle A_{n},B_{n},D_{n},} o familie cu un singur parametru de dimensiunea doi, {\displaystyle I_{2}(p),} și șase grupuri excepționale: {\displaystyle E_{6},E_{7},E_{8},F_{4},H_{3}} și {\displaystyle H_{4}.} Produsul a multe grupuri Coxeter finite din această listă este și el un grup Coxeter și toate grupurile Coxeter finite se formează astfel.

### Grupuri Weyl
Multe, dar nu toate dintre acestea, sunt grupuri Weyl, iar orice grup Weyl poate fi realizat ca grup Coxeter. Grupurile Weyl sunt familiile {\displaystyle A_{n},B_{n},} și {\displaystyle D_{n},} iar excepțiile {\displaystyle E_{6},E_{7},E_{8},F_{4}} și {\displaystyle I_{2}(6)} sunt notate în notația grupurilor Weyl cu {\displaystyle G_{2}.} Excepțiile {\displaystyle H_{3}} și {\displaystyle H_{4}} nu sunt grupuri Weyl, iar familia excepțională {\displaystyle I_{2}(p)} coincide cu unul dintre grupurile Weyl (anume, {\displaystyle I_{2}(3)\cong A_{2},I_{2}(4)\cong B_{2},} and {\displaystyle I_{2}(6)\cong G_{2}}).
Acest lucru poate fi demonstrat prin compararea restricțiilor asupra diagramelor Dynkin (neorientate) cu restricțiile asupra diagramelor Coxeter ale grupurilor finite: formal, graful Coxeter poate fi obținut din diagrama Dynkin ștergând orientarea legăturilor și înlocuind fiecare legătură dublă cu o legătură etichetată „4” și fiecare legătură triplă cu o legătură etichetată „6”. De asemenea, de reținut că fiecare grup Coxeter finit generat este un grup automat. Diagramele Dynkin au restricția suplimentară conform căreia singurele etichete ale legăturilor permise sunt „2”, „3”, „4” și „6”, ceea ce dă rezultatele de mai sus. Geometric, aceasta corespunde cu teorema de restricție cristalografică, iar faptul că politopurile excluse nu umplu spațiul sau nu pavează planul — pentru {\displaystyle H_{3}}, dodecaedrul (dualul icosaedrului) nu umplu spațiul; pentru {\displaystyle H_{4}} 120-celule (dualul lui 600-celule) nu umplu spațiul; pentru {\displaystyle I_{2}(p)} un p-gon nu pavează planul, cu excepția {\displaystyle p=3,4} sau {\displaystyle 6} (dalele triunghiulare, pătrate și respectiv hexagonale).
De reținut și că diagramele Dynkin (orientate) Bn și Cn generează același grup Weyl (deci grup Coxeter), deoarece acestea diferă ca grafuri orientate, dar sunt la fel ca grafuri neorientate- orientarea contează pentru sistemele de generatori, dar nu pentru grupul Weyl; aceasta corespunde cu hipercubul și ortoplexul care sunt politopuri diferite, dar au același grup de simetrie.

### Proprietăți
În tabelul următor sunt date unele proprietăți ale grupurilor Coxeter finite ireductibile. Ordinea grupurilor reductibile poate fi calculată din produsul ordinelor subgrupurilor lor ireductibile.
| Rang n | Simbol grup | Simbol alternativ | Notația Coxeter | Diagramă Coxeter | Reflexii m=1⁄2nh | Număr Coxeter h | Ordin               | Structura grupului | politopuri asociate     |
| ------ | ----------- | ----------------- | --------------- | ---------------- | ---------------- | --------------- | ------------------- | --- | ----------------------- |
| 1      | A1          | A1                | [ ]             |                  | 1                | 2               | 2                   | {\displaystyle S_{2}} | { }                     |
| 2      | A2          | A2                | [3]             |                  | 3                | 3               | 6                   | {\displaystyle S_{3}\cong D_{6}\cong \operatorname {GO} _{2}^{-}(2)\cong \operatorname {GO} _{2}^{+}(4)}                                                                             | {3}                     |
| 3      | A3          | A3                | [3,3]           |                  | 6                | 4               | 24                  | {\displaystyle S_{4}} | {3,3}                   |
| 4      | A4          | A4                | [3,3,3]         |                  | 10               | 5               | 120                 | {\displaystyle S_{5}} | {3,3,3}                 |
| 5      | A5          | A5                | [3,3,3,3]       |                  | 15               | 6               | 720                 | {\displaystyle S_{6}} | {3,3,3,3}               |
| n      | An          | An                | [3n−1]          | ...              | n(n + 1)/2       | n + 1           | (n + 1)!            | {\displaystyle S_{n+1}} | n-simplex               |
| 2      | B2          | C2                | [4]             |                  | 4                | 4               | 8                   | {\displaystyle C_{2}\wr S_{2}\cong D_{8}\cong \operatorname {GO} _{2}^{-}(3)\cong \operatorname {GO} _{2}^{+}(5)}                                                                    | {4}                     |
| 3      | B3          | C3                | [4,3]           |                  | 9                | 6               | 48                  | {\displaystyle C_{2}\wr S_{3}\cong S_{4}\times 2} | {4,3} / {3,4}           |
| 4      | B4          | C4                | [4,3,3]         |                  | 16               | 8               | 384                 | {\displaystyle C_{2}\wr S_{4}} | -{4,3,3} / {3,3,4}      |
| 5      | B5          | C5                | [4,3,3,3]       |                  | 25               | 10              | 3840                | {\displaystyle C_{2}\wr S_{5}} | {4,3,3,3} / {3,3,3,4}   |
| n      | Bn          | Cn                | [4,3n−2]        | ...              | n2               | 2n              | 2n !                | {\displaystyle C_{2}\wr S_{n}} | n-cub / n-ortoplex      |
| 4      | D4          | B4                | [31,1,1]        |                  | 12               | 6               | 192                 | {\displaystyle C_{2}^{3}S_{4}\cong 2^{1+4}\colon S_{3}} | h{4,3,3} / {3,31,1}     |
| 5      | D5          | B5                | [32,1,1]        |                  | 20               | 8               | 1920                | {\displaystyle C_{2}^{4}S_{5}} | h{4,3,3,3} / {3,3,31,1} |
| n      | Dn          | Bn                | [3n−3,1,1]      | ...              | n(n − 1)         | 2(n − 1)        | 2n−1 n!             | {\displaystyle C_{2}^{n-1}S_{n}} | n-semicub / n-ortoplex  |
| 6      | E6          | E6                | [32,2,1]        |                  | 36               | 12              | 51840 (72x6!)       | {\displaystyle \operatorname {GO} _{6}^{-}(2)\cong \operatorname {SO} _{5}(3)\cong \operatorname {PSp} _{4}(3)\colon 2\cong \operatorname {PSU} _{4}(2)\colon 2}                     | 221, 122                |
| 7      | E7          | E7                | [33,2,1]        |                  | 63               | 18              | 2903040 (72x8!)     | {\displaystyle \operatorname {GO} _{7}(2)\times 2\cong \operatorname {Sp} _{6}(2)\times 2}                                                                                           | 321, 231, 132           |
| 8      | E8          | E8                | [34,2,1]        |                  | 120              | 30              | 696729600 (192x10!) | {\displaystyle 2\cdot \operatorname {GO} _{8}^{+}(2)} | 421, 241, 142           |
| 4      | F4          | F4                | [3,4,3]         |                  | 24               | 12              | 1152                | {\displaystyle \operatorname {GO} _{4}^{+}(3)\cong 2^{1+4}\colon (S_{3}\times S_{3})}                                                                                                | {3,4,3}                 |
| 2      | G2          | – (D6 2)          | [6]             |                  | 6                | 6               | 12                  | {\displaystyle D_{12}\cong \operatorname {GO} _{2}^{-}(5)\cong \operatorname {GO} _{2}^{+}(7)}                                                                                       | {6}                     |
| 2      | H2          | G2                | [5]             |                  | 5                | 5               | 10                  | {\displaystyle D_{10}\cong \operatorname {GO} _{2}^{-}(4)} | {5}                     |
| 3      | H3          | G3                | [3,5]           |                  | 15               | 10              | 120                 | {\displaystyle 2\times A_{5}} | {3,5} / {5,3}           |
| 4      | H4          | G4                | [3,3,5]         |                  | 60               | 30              | 14400               | {\displaystyle 2\cdot (A_{5}\times A_{5})\colon 2} | {5,3,3} / {3,3,5}       |
| 2      | I2(n)       | Dn 2              | [n]             |                  | n                | n               | 2n                  | {\displaystyle D_{2n}} {\displaystyle \cong \operatorname {GO} _{2}^{-}(n-1)} când n = pk + 1, p prim {\displaystyle \cong \operatorname {GO} _{2}^{+}(n+1)} când n = pk − 1, p prim | {p}                     |

1. ↑  un subgrup indice 2 al {\displaystyle \operatorname {GO} _{4}^{+}(5)}

### Grupuri de simetrie ale politopurilor regulate
Toate grupurile de simetrie ale politopurilor regulate sunt grupuri Coxeter finite. De reținut că politopul dual are același grup de simetrie.
Există trei serii de politopuri regulate în toate dimensiunile. Grupul de simetrie al unui n-simplex regulat este grupul simetric Sn+1, cunoscut și ca grupul Coxeter de tip An. Grupul de simetrie al n-cubului și al dualului său, n-ortoplexul, este Bn, este cunoscut ca grupul hiperoctaedric.
Politopurile regulate excepționale din două, trei și patru dimensiuni corespund altor grupuri Coxeter. În două dimensiuni, grupurile diedrale, care sunt grupurile de simetrie ale poligoanelor regulate, formează seria I2(p). În trei dimensiuni, grupul de simetrie al dodecaedrului regulat și al dualului său, icosaedrul regulat, este H3, cunoscut sub numele de grupul icosaedric complet. În patru dimensiuni, există trei politopuri regulate particulare, 24-celule, 120-celule și 600-celule. Primul are grupul de simetrie F4, iar celelalte două sunt duale și au grupul de simetrie H4.
Grupurile Coxeter de tip Dn, E6, E7 și E8 sunt grupurile de simetrie ale anumitor politopuri semiregulate.
| I2(p) | Dn |

| E6 | E7 | E8 | F4 | G2 |

## Grupuri Coxeter afine

Diagramele Coxeter pentru grupurile Coxeter afine

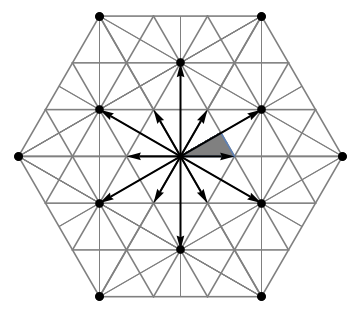
Diagrama Stiefel pentru sistemul de generatori

Grupurile Coxeter afine formează o a doua serie importantă de grupuri Coxeter. Acestea nu sunt ele însele finite, dar fiecare conține un subgrup abelian normal astfel încât grupul factor corespunzător este finit. În fiecare caz grupul factor este el însuși un grup Coxeter, iar graful Coxeter al grupului Coxeter afin este obținut din graful Coxeter al grupului factor adăugând un alt vârf și una sau două muchii suplimentare. De exemplu, pentru n ≥ 2, graful format din n+1 vârfuri într-un cerc este obținut așa din An , iar grupul Coxeter corespunzător este grupul Weyl afin al An  (grupul simetric afin). Pentru n = 2, acest lucru poate fi reprezentat ca un subgrup al grupului de simetrie al pavării regulate a planului cu triunghiuri echilaterale.
În general, fiind dat sistem de generatori, se poate construi diagrama Stiefel asociată, constând din hiperplanele ortogonale pe generatori împreună cu unele translații ale acestor hiperplane. Grupul Coxeter afin (sau grupul Weyl afin) este apoi grupul generat de reflexiile (afine) pe toate hiperplanele din diagramă. Diagrama Stiefel împarte planul în infinit de numeroase componente conexe numite nișe, iar grupul Coxeter afin acționează liber și tranzitiv asupra nișelor, la fel cum grupul Weyl obișnuit acționează liber și tranzitiv asupra camerelor Weyl. Figura din dreapta ilustrează diagrama Stiefel pentru sistemul de generatori {\displaystyle G_{2}}.
Presupunând că {\displaystyle R} este un sistem de generatori ireductibil de rang {\displaystyle r>1} fie {\displaystyle \alpha _{1},\ldots ,\alpha _{r}} o colecție de generatori simpli. Fie și ca {\displaystyle \alpha _{r+1}} să fie generatorul superior. Atunci grupul Coxeter afin este generat de reflexiile obișnuite (liniare) pe hiperplanele perpendiculare pe {\displaystyle \alpha _{1},\ldots ,\alpha _{r}}, împreună cu o reflexie afină dată de translația hiperplanului perpendicular pe {\displaystyle \alpha _{r+1}}. Graful Coxeter pentru grupul Weyl afin este diagrama Coxeter–Dynkin pentru {\displaystyle R}, împreună cu un nod suplimentar asociat cu {\displaystyle \alpha _{r+1}}. În acest caz o nișă a diagramei Stiefel poate fi obținută luând camera Weyl fundamentală și divizând-o printr-o translație a hiperplanului perpendiculară pe {\displaystyle \alpha _{r+1}}.
Lista grupurilor Coxeter afine este următoarea:
| Simbol grup                      | Simbol Witt             | Notație Coxeter   | Diagramă Coxeter | Teselări uniforme asociate                |
| -------------------------------- | ----------------------- | ----------------- | ---------------- | ----------------------------------------- |
| {\displaystyle {\tilde {A}}_{n}} | {\displaystyle P_{n+1}} | [3[n]             | ... · sau · ...  | Fagure simplectic                         |
| {\displaystyle {\tilde {B}}_{n}} | {\displaystyle S_{n+1}} | [4,3n − 3,31,1]   | ...              | Fagure semihipercubic                     |
| {\displaystyle {\tilde {C}}_{n}} | {\displaystyle R_{n+1}} | [4,3n−2,4]        | ...              | Fagure hipercubic                         |
| {\displaystyle {\tilde {D}}_{n}} | {\displaystyle Q_{n+1}} | [ 31,1,3n−4,31,1] | ...              | Fagure semihipercubic                     |
| {\displaystyle {\tilde {E}}_{6}} | {\displaystyle T_{7}}   | [32,2,2]          | sau              | 222                                       |
| {\displaystyle {\tilde {E}}_{7}} | {\displaystyle T_{8}}   | [33,3,1]          | sau              | 331, 133                                  |
| {\displaystyle {\tilde {E}}_{8}} | {\displaystyle T_{9}}   | [35,2,1]          |                  | 521, 251, 152                             |
| {\displaystyle {\tilde {F}}_{4}} | {\displaystyle U_{5}}   | [3,4,3,3]         |                  | Fagure 16-celule Fagure 24-celule         |
| {\displaystyle {\tilde {G}}_{2}} | {\displaystyle V_{3}}   | [6,3]             |                  | Pavare hexagonală și Pavare triunghiulară |
| {\displaystyle {\tilde {I}}_{1}} | {\displaystyle W_{2}}   | [∞]               |                  | Apeirogon                                 |

În fiecare caz indicele simbolului grupului este mai mic cu 1 decât numărul de noduri, deoarece fiecare dintre aceste grupuri a fost obținut prin adăugarea unui nod la graful unui grup finit.

## Grupuri Coxeter hiperbolice
Există un număr infinit de grupuri Coxeter hiperbolice descriind grupurile de reflexie în spațiul hiperbolic, incluzând în special grupurile triunghiulare hiperbolice.

## Omologie
Deoarece un grup Coxeter {\displaystyle W} este generat de multe elemente finite de ordinul 2, abelianizarea sa este un 2-grup abelian elementar, adică este izomorf pentru suma directă a mai multor copii ale grupului ciclic {\displaystyle Z_{2}}. Acest lucru poate fi reafirmat în termenii primului grup de omologie din {\displaystyle W}.
Multiplicatorul Schur {\displaystyle M(W)}, egal cu al doilea grup de omologie din {\displaystyle W}, a fost calculat în (Ihara & Yokonuma 1965) pentru grupuri de reflexie finite și în (Yokonuma 1965) pentru grupurile de reflexie afine, mai unificat în (Howlett 1988). În toate cazurile, multiplicatorul Schur este și el un 2-grup abelian elementar. Pentru fiecare familie infinită {\displaystyle \{W_{n}\}} de grupuri Weyl finite sau afine, rangul {\displaystyle M(W_{n})} se stabilizează pe măsură ce {\displaystyle n} tinde spre infinit.